# Воронцов, Реджинальд Иванович
Реджина́льд Ива́нович Воронцо́в (31 мая 1937, Нерчинск, Читинская область [ныне Забайкальский край], РСФСР, СССР — 15 февраля 2025, Харьков, Украина) — советский велоконструктор, мастер спорта СССР по велоспорту (1959). Разработчик знаменитого спортивного велосипеда «Тахион».

## Биография
Родился в семье военнослужащего. Во время Великой Отечественной войны отец находился на фронте, а Воронцов с матерью жили в Сталинабаде. В конце войны переехали в Харьков вслед за семьёй старшей сестры матери. Здесь прошла вся дальнейшая жизнь Воронцова. В 1955 году он окончил среднюю школу, в 1960 году — Харьковскую национальную академию городского хозяйства. Со студенческих лет как спортсмен-любитель успешно занимался велоспортом. Серебряный призёр чемпионата СССР в гонке на тандеме (15 августа 1959) вместе с Игорем Севруком, в том же году стал мастером спорта СССР. Серебряный призёр на тандеме и бронзовый призёр в групповой гонке чемпионата ДСО Профсоюзов (3—9 сентября 1961), обладатель наград спортивных обществ СССР. Стаж гонок — 20 лет (1954—1974).
После окончания института проектировал линии электропередачи в НИИ «Энергосетьпроект», работал в «Южгипроцементе», Институте метрологии. С 1978 года — заместитель главного конструктора Харьковского велозавода, с конца года — главный конструктор спортивных велосипедов в ЦКТБ велостроения. До 1980 года работал вместе с главным конструктором Георгием Паниным, начинавшим работу над олимпийским заказом — велосипедом «Москва—80». Воронцов подключился к проекту по приходе в ЦКТБ, то есть на завершающем этапе работ. В 1979 году занимался модификациями трековых велосипедов «Москва—80» и начал разработку новых велосипедов «Тахион», вошедших в историю мирового велоспорта. Главными достоинствами их были оригинальные по конструкции и геометрии рамы. Кроме того, в рамках этого проекта было разработано более 30 видов узлов и деталей, восемь из которых имеют авторские свидетельства на изобретения. Также бо́льшая часть крепежа и многие другие узлы (эксцентрики, оси колёс и педалей, бонки тормозов, переключатели, кареточные валы, туклипсы и др.) изготавливались из титановых сплавов или с их применением, причём составы этих сплавов для разных деталей и узлов подбирались индивидуально. С 1980 по 1992 год было выпущено около 500 экземпляров «Тахиона» 17 различных моделей и модификаций.
После «Тахиона» был разработан и выпущен ограниченным тиражом велосипед «Воронцов», отличительной особенностью которого стала разработанная совместно с Институтом Патона (конструктор И. В. Зволинский) рама из металло-композитных (алюминий-бор) труб.
Как конструктор Р. И. Воронцов награждён медалью «За трудовую доблесть» (1986), двумя Золотыми (1984, 1987) и Серебряной (1988) медалями ВДНХ.
Умер 15 февраля 2025 года в Харькове в возрасте 87 лет.

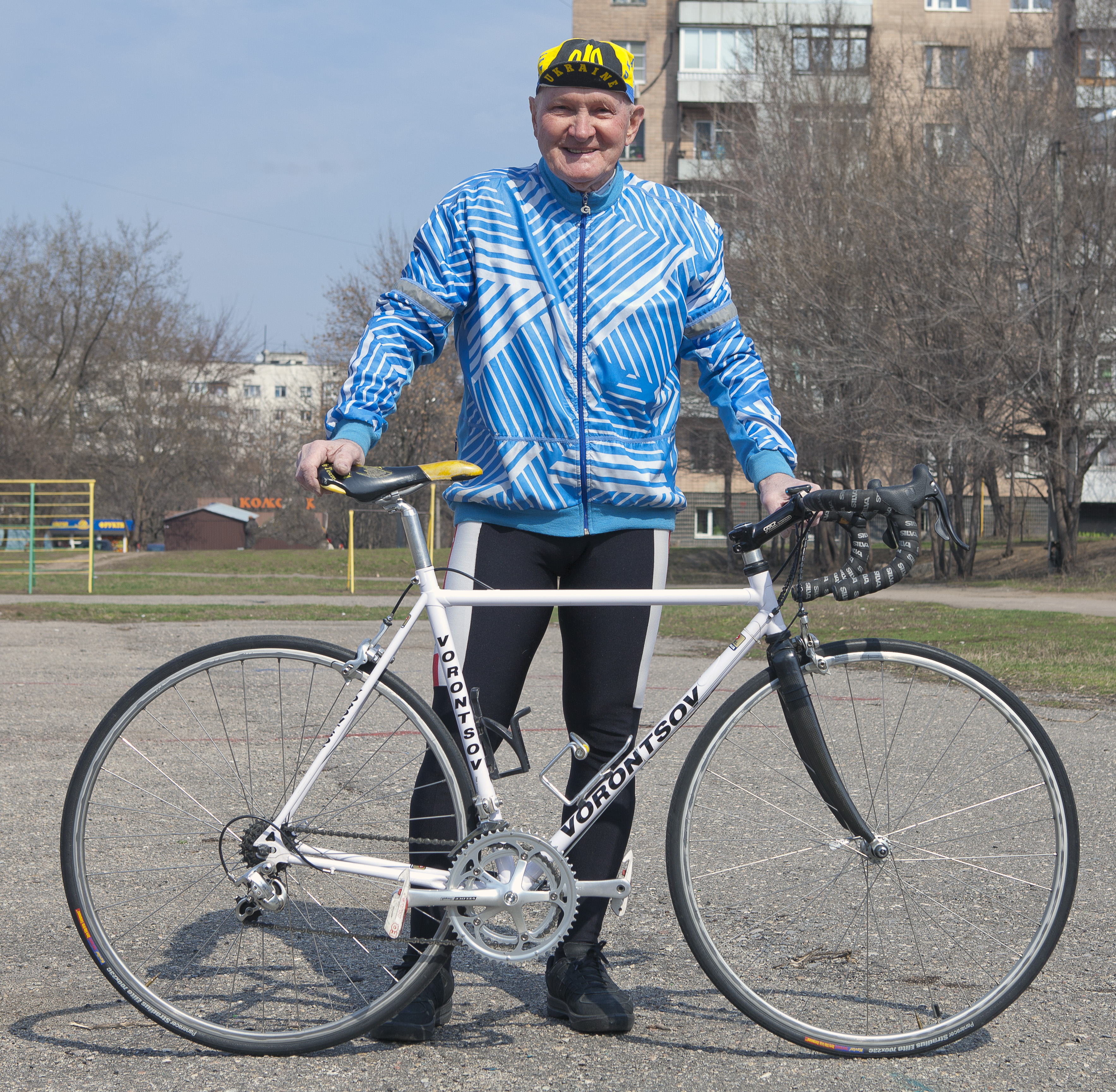
Р. Воронцов с его «Воронцовым». Харьков, апрель 2012
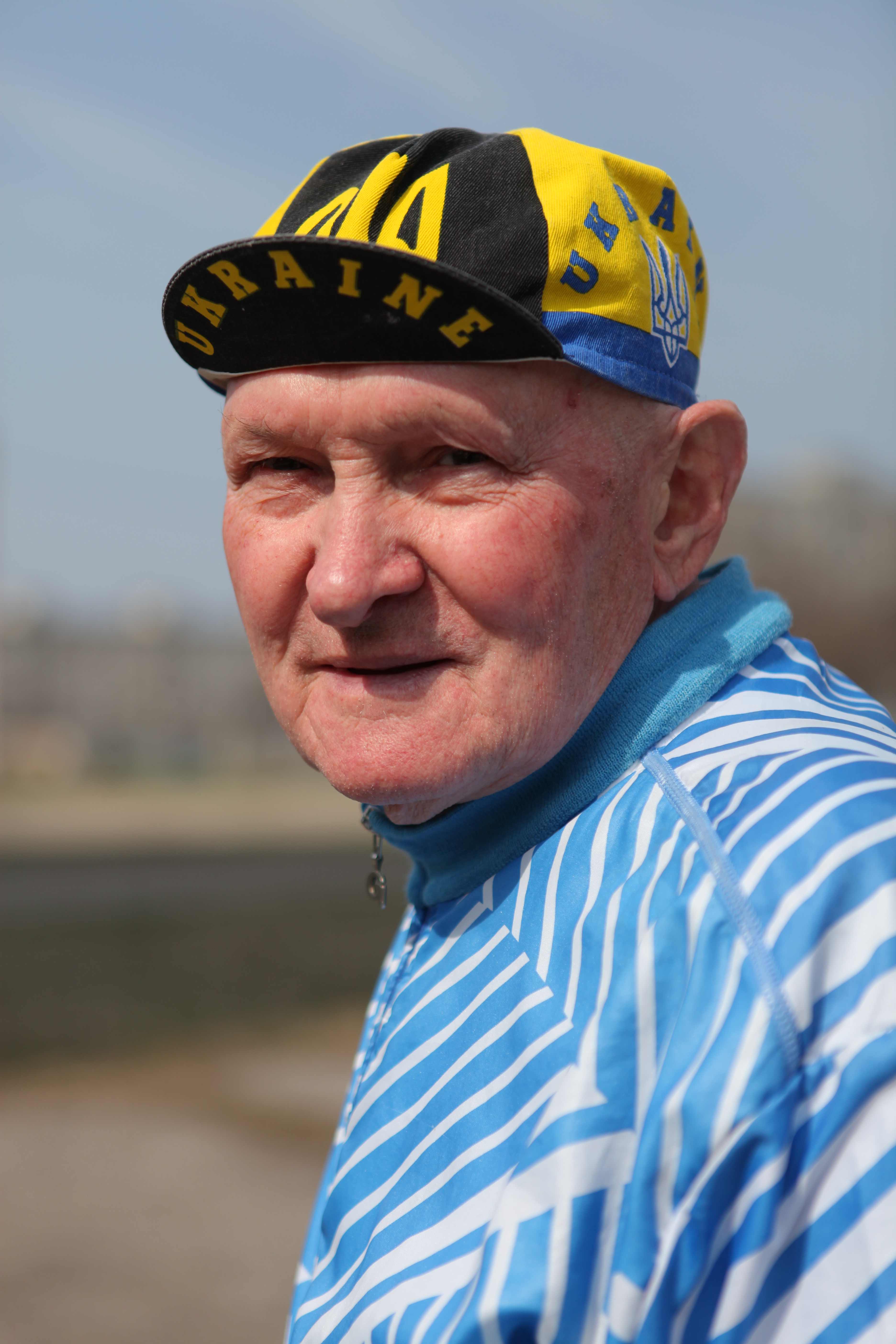
Р. И. Воронцов. Харьков, апрель 2012

## Семья
Женат, сын Вадим (род. 1961).